# 닛산 쟁의
닛산 쟁의(일본어: 日産争議)는 1953년 5월부터 1953년 9월까지 일본 닛산 자동차 주식회사와 총평계 전일본자동차산업노동조합 닛산 자동차 분회 간에 발생한 노동쟁의를 일컫는다. 노동 쟁의 기간이 100일 이상이었기 때문에 닛산 백일투쟁(일본어: 日産百日闘争)이라고도 부르며, 쟁의가 발생한 연도를 따서 닛산 53년 투쟁(일본어: 日産53年争議)이라고도 부른다. 전후 일본의 노동 운동 사상 저명한 쟁의이다.

## 배경
전자닛산분회는 1949년 인력정리 투쟁 패배 이후 직장투쟁 강화를 꾀하고 잔업시간 등을 강력히 규제해 직장 노조의 영향력을 확보하고 있었다. 또 전자는 1952년 여름 동일노동 동일임금 등을 골자로 하는 임금원칙을 내세워 임금인상 투쟁의 질적 전환을 도모한다는 방침을 내놨다. 1953년 가을의 임상 투쟁에서 기본급의 개정 등 닛산 분회는 큰 성과를 거두고 있었지만, 닛산 분회 측은 1953년에도 "미완성 투쟁의 싹을 길러라"라고 하며, 새로운 공세를 취하려 하고 있었다.
이 같은 조합의 움직임을 사측은 경영에 큰 걸림돌로 인식하고 강한 태도로 임하게 된다. 아사하라 겐시치 사장은 1953년 연초 인사말에서 "작년에는 노동쟁의를 일삼았지만 이래서는 안 된다. 요구할 것은 수용하고 거부할 것은 거절해나갈 방침이지만 더 진지해져야 할 상황이다"라며 의연한 태도로 노조에 임하는 모습을 보였다. 또, 후에 제2조합을 결성해 조합 분열의 중심이 되는 미야케 마사루 등의 학졸 그룹도 집행부 비판을 본격화시킨다. 1953년 2월 전자의 집행부 개편에서 학졸 그룹은 전자의 위원장직을 사임하고 분회에 복귀한 마스다 테츠오를 낙선시키려고 움직였지만 이는 실패로 끝났다.

## 쟁의
1953년 5월에 전자는 통일 투쟁의 일환으로 닛산 자동차, 토요타 자동차, 이스즈 자동차 각 분회가 3사 공투의 체제를 짜고 일제히 임금 인상 요구를 각 회사에 제출하였다. 마스다 테츠오를 조합장으로 하는 닛산 분회에서는 8개 항목에 달하는 요구를 제출한 바 있다. 사측은 닛산 분회의 요구에 강경한 태도로 임해 요구를 전면 거부했다. 6월 4일 개최된 1차 단체교섭에서는 사측이 반대로 노워크 노페이 원칙의 승인과 과장의 비조합원화를 닛산 분회에 요구해 닛산 분회가 분규했다. 그 후에도 간헐적으로 단체교섭이 개최되어도 쌍방의 타협은 없었다. 그리고  6월 11일, 사측은 6월 8일 이후 노워크 노페이 실시를 통보하고, 6월 임금에서 시간 내 조합 활동 시간만큼 삭감을 강행했고, 각 직장에서는 부과장의 추궁이 이뤄졌다. 7월 3일부터는 9일까지 분회측의 1시간 파업이 실시되었고, 사측도 공장 폐쇄를 내비친다.
8월 30일에 미야케 이요요, 시오지 이치로 등이 닛산 분회로부터 분열해, 사측 어용 조합인 닛산 자동차 노동조합(약칭 닛산 노조)을 결성했다. 시오지가 선두에 서서, 형사 사건으로 발전할 정도로 분회 측 노동자의 인입·절단 작전을 전개했다. 분쟁이 장기화되면서 쟁의는 사회문제로 대두되었고, 9월에는 중의원·참의원 양원 노동위원회에서 참고인 질의가 실시되었다. 이때 닛산 자동차 사측은 출석을 거부했으나 닛산분회 조합장 마스다 테쓰오는 참고인 자격으로 국회에서 답변에 응했다.
9월 11일 단체교섭 상봉 예비협상이 열렸고, 이후 9월 14일 단체교섭이 재개되었다. 이후 단체교섭이 간헐적으로 이뤄졌지만 결국 9월 21일 닛산 분회는 사측의 요구를 전면 수용해 쟁의를 종결하게 됐다.

## 영향
닛산 쟁의 종료 후 닛산 분회는 직장 투쟁으로 실지를 회복하려 하지만 사측의 직제를 통해 강화된 관리에 막혔다.또 닛산 노조가 닛산 분회를 붕괴시킨 결과, 닛산 노조가 그해 10월 과반수 조합이 됐다. 닛산 분회가 되살아나는 국면도 있었지만, 12월 5일에 회사가 분회원을 중심으로 하는 141명에게 유지 퇴직 등의 처분을 하여 분회는 괴멸적인 피해를 입는다. 또 닛산 쟁의 중 분회가 조합원들에게 빌려준 생활자금 상환을 둘러싼 문제가 닛산 노조와의 사이에서 불거졌고, 그 여파로 1954년 12월 전자는 해산하게 됐다.
전자 해산 후에도 닛산 분회는 활동을 계속하고 있었지만, 분회 집행부를 겨냥한 명령 대기 또는 가나가와 지방노동위원회에서의 신청 기각 등을 받고 닛산 분회는 1956년 9월에 해산했다.

## 참고 문헌
- 飯島光孝 (1993)『生命ある限り第2部 朝、はるかに』門土社総合出版
- 上井喜彦（1994）『労働組合の職場規制』東京大学出版会
- 熊谷徳一・嵯峨一郎（1983）『日産争議1953』五月社
- 黒田兼一（1984, 1986）「企業内労資関係と労務管理(I)(II)(II)」『桃山学院大学経済経営論集』第26巻1号、2号、第27巻4号
- 日産自動車株式会社（1965）『日産自動車三十年史』
- 日産労連運動史編集委員会（1992）『全自・日産分会』上中下
- 吉田誠（2007）『査定規制と労使関係の変容』大学教育出版
- 데이비드 핼버스탬　高橋伯夫訳 『覇者の驕り』　NHK출판、1986年（신초문고版 上下 1990年で再刊。なお著者名が、本訳書ではデイヴィッドではなくデイビッドとなっている。フォードとの対比で論じているところが多い）